# Soundtrack to Your Escape
Soundtrack To Your Escape är ett musikalbum av bandet In Flames från Göteborg. Albumet släpptes den 29 mars 2004.  
Inspelningen påbörjades i maj 2003 i ett hyrt hus i Danmark. Skivan släpptes i två versioner, en vanlig skiva med 12 låtar och en digipack där bonuslåten Discover Me Like Emptiness finns med.  
Det utgavs även en "special edition" där videor av de två första singlarna - The Quiet Place och Touch of Red samt livematerial finns med. 

## Låtlista
1. F(r)iend – 3:27
2. The Quiet Place – 3:45
3. Dead Alone – 3:43
4. Touch of Red – 4:13
5. Like You Better Dead – 3:23
6. My Sweet Shadow – 4:39
7. Evil in a Closet – 4:02
8. In Search for I – 3:23
9. Borders and Shading – 4:22
10. Superhero of the Computer Rage – 4:01
11. Dial 595-Escape – 3:48
12. Bottled – 4:17
13. Discover Me Like Emptiness (Digipak Bonus) – 4:17

## Banduppsättning
- Anders Fridén - sång
- Daniel Svensson - trummor
- Peter Iwers - bas
- Jesper Strömblad - gitarr
- Björn Gelotte - gitarr